# Rakovnik (Šentjernej)
Rakovnik is een plaats in Slovenië en maakt deel uit van de gemeente Šentjernej in de NUTS-3-regio Jugovzhodna Slovenija. De plaats telde 11 inwoners op 1 januari 2020. In het bos in het zuiden van dit stadje staat een klein kerkje. Deze kerk is gebouwd in het begin van de 20ste eeuw.